# Álvaro Rodríguez Bereijo
Álvaro Rodríguez Bereijo (Cedeira, La Corunya, 6 de febrer de 1938) és un jurista espanyol que va ser president del Tribunal Constitucional entre 1995 i 1998.

## Biografia
Llicenciat en Dret per la Universitat de Santiago de Compostel·la, va rebre el Premi Extraordinari de Llicenciatura en posseir el millor expedient acadèmic de la seva promoció. En 1966 es va doctorar a la Universitat de Bolonya, obtenint una beca del Real Col·legi d'Espanya i la qualificació de "Cum Laude". Va ocupar la càtedra de Dret Financer i Tributari a la Universitat Autònoma de Madrid i va ser nomenat catedràtic emèrit en abandonar-la.
Álvaro Rodríguez Bereijo va ser membre del Tribunal de Comptes entre els anys 1986 i 1989, i magistrat del Tribunal Constitucional (1989-1998), ostentant la presidència d'aquest òrgan des de 24 d'abril de 1995. Entre 1999 i 2000 va participar en la convenció que va elaborar la Carta dels Drets Fonamentals de la Unió Europea per designació del Govern Español. També ha estat conseller d'Estat (2000-2004).
Des de l'any 2003 forma part del Consell Científic del Real Institut Elcano.
Està casat amb Trinidad León amb la qual ha tingut dues filles.

## Condecoracions
- Caballero gran creu de l'Ordre de Carlos III.
- Caballero gran creu de l'Ordre d'Isabel la Catòlica.
- Gran creu de l'Ordre del Mèrit Civil;
- Ordre del Mèrit Constitucional.
- Gran oficial de l'Ordre del Mèrit de la República Federal d'Alemanya.
- Doctor honoris causa per la Universitat de Castella-la Manxa des de 2006.

## Obres publicades
- El Presupuesto del Estado (1970)
- Introducción al estudio del Derecho Financiero (1976)
- La ley de presupuestos en la Constitución española de 1978 (1979)
- La Constitución española de 1978 y el modelo de Estado (1983)
- El control parlamentario de la política económica (1985)
- Una reflexión general sobre el sistema general de financiación de las comunidades autónomas (1985)
- El sistema tributario en la Constitución (1992)
- Jurisprudencia Constitucional y Derecho Presupuestario (1995)
- Sobre la Constitución y los Derechos Fundamentales: Constitución y Tribunal Constitucional (1996)
- Los derechos fundamentales: derechos subjetivos y derecho objetivo (1996)
- La libertad de información en la jurisprudencia constitucional (1997)
- Los principios de la imposición en la jurisprudencia constitucional (1998)
- Las leyes de acompañamiento presupuestario y la seguridad jurídica (2000)
- Sobre Derecho Comunitario: la Carta de los Derechos Fundamentales de la Unión Europea (2000)
- La doctrina constitucional de las relaciones competenciales en la política agraria (2001)
- Inmunidad parlamentaria en la experiencia constitucional española (2001)
- El valor jurídico de la Carta de los Derechos Fundamentales de la Unión Europea después del Tratado de Niza (2002)
- La financiación del Estado autonómico en la Constitución (2004)
- La Carta de los Derechos Fundamentales de la Unión Europea y la protección de los derechos humanos (2004)
- El deber de contribuir como deber constitucional (2005)
- Los derechos fundamentales en la nueva Constitución europea (2005)
- Descentralización política y descentralización fiscal: la experiencia española (2007)
- La Constitución y las reformas territoriales en España (2007)